# Pea Ridge (Arkansas)
Pea Ridge es una ciudad ubicada en el condado de Benton en el estado estadounidense de Arkansas. En el Censo de 2010 tenía una población de 4794 habitantes y una densidad poblacional de 250,78 personas por km².

## Geografía
Pea Ridge se encuentra ubicada en las coordenadas 36°26′48″N 94°7′15″O / 36.44667, -94.12083. Según la Oficina del Censo de los Estados Unidos, Pea Ridge tiene una superficie total de 19.12 km², de la cual 19.11 km² corresponden a tierra firme y (0.01%) 0 km² es agua.

## Demografía
Según el censo de 2010, había 4794 personas residiendo en Pea Ridge. La densidad de población era de 250,78 hab./km². De los 4794 habitantes, Pea Ridge estaba compuesto por el 93.55% blancos, el 0.69% eran afroamericanos, el 0.9% eran amerindios, el 0.25% eran asiáticos, el 0.04% eran isleños del Pacífico, el 2.52% eran de otras razas y el 2.04% pertenecían a dos o más razas. Del total de la población el 5.76% eran hispanos o latinos de cualquier raza.